# Aeroports del País Valencià
El País Valencià compta amb tres aeroports, el d'Alacant-Elx, el de València i el de Castelló de la Plana.

## Aeroport d'Alacant-Elx
L'aeroport d'Alacant-Elx està situat a la localitat de l'Altet, al terme municipal d'Elx. S'accedeix a ell a través de la N-338, des de l'A-7 o des de la N-332. Està a 9 km del centre d'Alacant i a 10 km d'Elx. La història de l'aeroport es remunta a 1967, mentre que l'actual terminal data de 2011.
És el quart aeroport peninsular després de Madrid-Barajas, Barcelona i Màlaga-Costa del Sol i el cinqué a nivell nacional. A més, és el principal aeroport del País Valencià. Destaca pels seus alts creixements de trànsit els últims anys, a causa de, sobretot, la demanda de viatges turístics i de segona residència a la Costa Blanca, sobretot per part del mercat britànic. La major part del tràfic és regular, de baix cost i internacional, encara que també té un important tràfic xàrter. El tipus d'avió predominant és l'Airbus 320 i el Boeing 757.
És considerat també com l'aeroport principal de la Regió de Múrcia i la seua àrea d'influència abasta tot el País Valencià, Albacete i el Llevant d'Almeria.
Les principals companyies per nombre de passatgers transportats són Easyjet, Ryanair, Iberia i Thomsonfly. Les principals rutes són les que el connecten amb Londres, ciutat amb la qual té unes 15 connexions diàries, Madrid i Manchester. En general, ofereix connexions amb la majoria de principals ciutats i capitals espanyoles i europees. També té un destacable trànsit regular amb Algèria i xàrter amb Moscou.

### Instal·lacions
- 1 pista de 3.000 metres
- 27 posicions d'estacionament per a aeronaus.
- 1 terminal de passatgers
  - 42 mostradors de facturació més un per a equipatges especials
  - 13 portes d'embarcament, 5 amb passarel·la
  - zona comercial
  - sala VIP
  - 9 cintes en hipòdrom per a recollida d'equipatges
  - SATE (Sistema automatitzat de transport d'equipatges).

### NAT
El creixement del trnàsit aeri ha provocat la saturació de l'actual terminal, que té com a límit 18 operacions per hora.
Aquest fet, junt a les bones expectatives de creixement, són la causa de la construcció d'una nova àrea terminal (NAT), i de la concessió d'una tercera llicència per a operadors de Handling.
L'última àrea terminal construïda consta de 325.000 m², va duplicar el pàrquing, ofereix més espai en plataforma, permet que l'aeroport dispose de 40 portes d'embarcament (19 amb passarel·la), 114 mostradors de facturació i 73 posicions subterrànies de pàrquing per a autobusos.

### Evolució del trànsit de passatgers
| Trànsit total de passatgers per any | Trànsit total de passatgers per any | Trànsit total de passatgers per any | Trànsit total de passatgers per any | Trànsit total de passatgers per any | Trànsit total de passatgers per any | Trànsit total de passatgers per any | Trànsit total de passatgers per any | Trànsit total de passatgers per any | Trànsit total de passatgers per any |
|                                     |                                     |                                     |                                     |                                     |                                     | 1967                                | 1968                                | 1969                                | 1970                                |
| ----------------------------------- | ----------------------------------- | ----------------------------------- | ----------------------------------- | ----------------------------------- | ----------------------------------- | ----------------------------------- | ----------------------------------- | ----------------------------------- | ----------------------------------- |
|                                     |                                     |                                     |                                     |                                     |                                     | 86.366                              | 307.009                             | 488.107                             | 825.995                             |
| 1971                                | 1972                                | 1973                                | 1974                                | 1975                                | 1976                                | 1977                                | 1978                                | 1979                                | 1980                                |
| 1.250.554                           | 1.546.114                           | 1.997.878                           | 1.869.762                           | 2.068.611                           | 1.837.046                           | 1.963.559                           | 2.332.431                           | 2.341.340                           | 2.043.822                           |
| 1981                                | 1982                                | 1983                                | 1984                                | 1985                                | 1986                                | 1987                                | 1988                                | 1989                                | 1990                                |
| 1.825.073                           | 2.074.392                           | 2.160.891                           | 2.322.419                           | 2.163.496                           | 2.598.354                           | 2.906.358                           | 3.061.169                           | 2.961.318                           | 2.666.482                           |
| 1991                                | 1992                                | 1993                                | 1994                                | 1995                                | 1996                                | 1997                                | 1998                                | 1999                                | 2000                                |
| 2.677.874                           | 2.843.314                           | 2.923.067                           | 3.524.844                           | 3.898.752                           | 4.077.864                           | 4.452.654                           | 4.363.972                           | 5.395.057                           | 6.038.266                           |
| 2001                                | 2002                                | 2003                                | 2004                                | 2005                                | 2006                                | 2007                                | 2008                                | 2009                                | 2010                                |
| 6.541.962                           | 7.010.326                           | 8.195.539                           | 8.571.144                           | 8.795.705                           | 8.893.720                           | 9.120.631                           | 9.578.308                           | 9.139.607                           | 9.382.935                           |
| 2011                                | 2012                                | 2013                                | 2014                                | 2015                                | 2016                                | 2017                                | 2018                                | 2019                                | 2020                                |
| 9.913.764                           | 8.855.441                           | 9.638.860                           | 10.065.873                          | \| 10,567,664 \|                    | 12,337,352                          | 13,703,856                          | 13,970,030                          | 15,040,442                          |                                     |
| 10,567,664                          |                                     |                                     |                                     |                                     |                                     |                                     |                                     |                                     |                                     |

### Codis internacionals
- Codi IATA: ALC
- Codi OACI: LEAL

## Aeroport de València
L'aeroport de València està situat als afores de València, al costat de la localitat de Manises entre els termes municipals de Manises i Quart de Poblet. Dista 8 km del centre de València. S'accedeix a ell a través de l'A-3. La història de l'aeroport es remunta fins a 1927 i l'actual terminal està operativa des de 1983.
És el cinqué aeroport peninsular i el nové a nivell nacional, a més del segon aeroport del País Valencià, després de l'Aeroport d'Alacant-Elx. Històricament s'ha caracteritzat per tenir un trànsit regional i nacional basat en els viatges de negocis propis d'una gran ciutat. La proliferació de companyies de baix cost ha provocat un gran augment dels viatges turístics des d'Europa. Actualment, el trànsit és principalment regular ja siga nacional o internacional. Predominen els avions CRJ-200 (Air Nostrum) i els Airbus 320.
El seu àmbit influencia és el de tot el País Valencià, Albacete i Terol.
Les principals companyies que operen a València són Air Nostrum, Iberia, Vueling, Ryanair i Easyjet. Les principals rutes són les que connecten l'aeroport amb Madrid, Londres i Palma. Està connectat amb les principals ciutats i capitals nacionals i europees. Del tràfic no europeu destaquen les seues connexions amb el Marroc.

### Instal·lacions
- 1 pista de 3.000 metres
- Plataforma d'estacionament d'aeronaus
- 1 terminal de passatgers
  - 52 mostradors de facturació
  - 16 portes d'embarcament, 4 amb passarel·la
  - Zona comercial
  - Sala VIP
  - 6 cintes en hipòdrom per a la recollida d'equipatges

### Nova terminal regional
A causa de l'auge de les companyies de baix cost, l'aeroport està sofrint un creixement des de 2002. Això, junt a la Copa de l'Amèrica de 2007 que es va celebrar a València, van fer que es necessitara una ampliació.
Les obres van consistir en l'ampliació del pàrquing, la plataforma d'estacionament per a aeronaus i la construcció d'una terminal per a vols regionals annexa a l'edifici terminal. Amb aquesta actuació es va preveure augmentar sobretot el nombre de portes d'embarcament per donar eixida al creixent augment en el nombre d'operacions.
Amb aquesta ampliació d'11.000 m², l'aeroport compta amb 16 mostradors de facturació més, 10 portes d'embarcament més, totes de contacte per a avions regionals, 9 noves posicions d'estacionament en plataforma, 5 per a avions regionals i 4 per a avions més grossos.

### Evolució del trànsit de passatgers
| Trànsit total de passatgers per any | Trànsit total de passatgers per any | Trànsit total de passatgers per any | Trànsit total de passatgers per any | Trànsit total de passatgers per any | Trànsit total de passatgers per any | Trànsit total de passatgers per any | Trànsit total de passatgers per any | Trànsit total de passatgers per any | Trànsit total de passatgers per any |
| 1991                                | 1992                                | 1993                                | 1994                                | 1995                                | 1996                                | 1997                                | 1998                                | 1999                                | 2000                                |
| ----------------------------------- | ----------------------------------- | ----------------------------------- | ----------------------------------- | ----------------------------------- | ----------------------------------- | ----------------------------------- | ----------------------------------- | ----------------------------------- | ----------------------------------- |
|                                     |                                     |                                     |                                     |                                     | 1.910.442                           | 1.944.084                           | 1.882.472                           | 1.995.882                           | 2.261.943                           |
| 2001                                | 2002                                | 2003                                | 2004                                | 2005                                | 2006                                | 2007                                | 2008                                | 2009                                | 2010                                |
| 2.301.191                           | 2.138.926                           | 2.432.126                           | 3.111.951                           | 4.639.314                           | 4.969.120                           | 5.933.424                           | 5.779.343                           | 4.748.997                           | 4.934.272                           |
| 2011                                | 2012                                | 2013                                | 2014                                | 2015                                | 2016                                | 2017                                | 2018                                | 2019                                | 2020                                |
| 4.979.511                           | 4.752.020                           | 4.599.990                           | 4.592.512                           |                                     |                                     |                                     |                                     |                                     |                                     |

### Codis internacionals
- Codi IATA: VLC
- Codi OACI: LEVC

## Aeroport de Castelló
L'Aeroport de Castelló és fruit de la iniciativa privada. Pretén atendre la creixent demanda turística de la Costa dels Tarongers i vertebrar la zona nord del País Valencià, freturós d'infraestructures aeroportuàries.
La idea era que poguera atendre a uns dos milions de passatgers, principalment de companyies de baix cost i vols regionals. De fet Air Nostrum, companyia valenciana de vols regionals i presidida per un castellonenc va manifestar la seua intenció d'instal·lar-se en les instal·lacions aeroportuàries.

### Codis internacionals
- Codi IATA: CDT
- Codi OACI: LECH

## Aeròdrom de Castelló
Aeròdrom situat al costat del Grau de Castelló que pertany a l'Ajuntament de Castelló de la Plana i és seu de l'Aeroclub de Castelló.

## Aeròdrom de Mutxamel
L'Aeròdrom de Mutxamel és un aeròdrom privat situat al municipi de Mutxamel, a tan sols 10 km al Nord de la ciutat d'Alacant, en ple centre de la Costa Blanca. És seu de l'Aeroclub d'Alacant.